# Håkan Strömberg

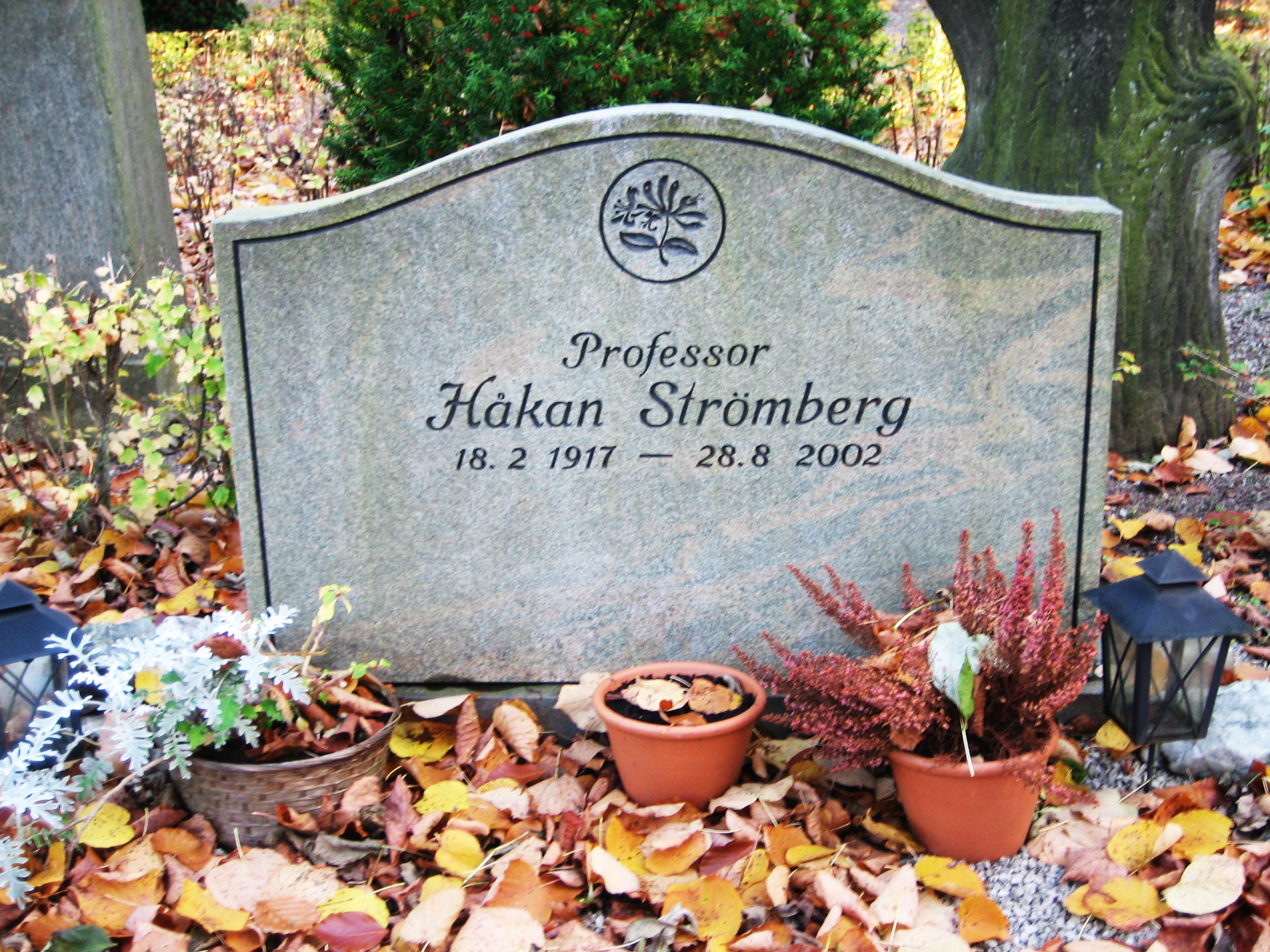
Håkan Strömbergs grav på Östra kyrkogården i Lund, 2008.

Håkan Strömberg, född 18 februari 1917 i Malmö, död 28 augusti 2002 i Lund, var en svensk jurist, professor, översättare och spexförfattare.
Strömberg avlade 1941 juris kandidatexamen vid Lunds universitet, där han skulle förbli under hela sitt liv. Han blev licentiat 1948 och disputerade året därpå på doktorsavhandlingen Om rättsförhållandet mellan offentliga anstalter och deras nyttjare samt erhöll samma år en docentur i förvaltningsrätt. År 1960 blev han preceptor i offentlig rätt och 1962-1981 upprätthöll han professuren i samma ämne med folkrätt. Vid sin 75-årsdag 1992 förärades han en festskrift utgiven av Juridiska föreningen i Lund. År 1999 erhöll han medaljen Illis Quorum. Strömberg invaldes som ledamot av Humanistiska Vetenskapssamfundet i Lund 1963. Han blev riddare av Nordstjärneorden 1966.
Håkan Strömberg var en flitig författare av juridisk kurs- och facklitteratur och fortsatte att uppdatera samt ge ut nya skrifter långt efter sin pensionering. Vid sidan av sitt fackområde var han minst lika flitig inom andra litterära genrer. Han översatte vers och epigram av klassiska latinska författare som Martialis, men var även medförfattare till en lång rad lundaspex, inte minst som kuplettmakare. Som spexveteran kom Strömberg också att efterträda Sten Broman som præses för Uarda-akademien.
Strömberg var son till lektor Edvard Strömberg och dennes hustru Inga, född Rydholm och dotter till Peter Rydholm. Han var från 1949 gift med professorn i arkeologi Märta Strömberg (född Magnusson). Makarna Strömberg ligger begravna på Östra kyrkogården i Lund.